# Matterhorn (film)
Pour les articles homonymes, voir Matterhorn.
Pour plus de détails, voir Fiche technique et Distribution.
Matterhorn est un film néerlandais de 2013, repris par le distributeur Cinéart pour une sortie en salles. Il s'agit du premier long métrage réalisé par Diederik Ebbinge, qui écrit également le scénario. Les rôles principaux sont interprétés par Ton Kas et René van 't Hof.

## Synopsis
Fred (Ton Kas), 54 ans, est veuf et mène une vie très structurée et strictement réformée. Lorsque Fred rencontre dans la rue l'excentrique taciturne Théo (René van 't Hof), sa vie change complètement. Lorsque Fred accueille Théo, cela se heurte à une grande résistance de la part de la communauté ecclésiale.

## Distribution
- René van 't Hof : Theo
- Ton Kas : Fred
- Porgy Franssen : Kamps
- Alex Klaasen : Johan
- Ariane Schluter : Saskia
- Helmert Woudenberg (nl) : Dominee
- Elise Schaap : Trudy

## Musique
La bande originale contient beaucoup de musique de Jean-Sébastien Bach. Fred n'écoute que la musique de Bach dans le film. Entre autres choses, des fragments de la Passion selon saint Matthieu peuvent être entendus.

## Production
Le film a été tourné dans le Prosperpolder (nl) flamand, près du Zeeuws-Vlaanderen Nieuw-Namen.

## Réception
Matterhorn a été présenté en première le 27 janvier au Festival international du film de Rotterdam 2013 et a également remporté le Prix du public à l'IFFR,,, . En raison du peu de délai entre la première au cinéma en février 2013 et la première à la télévision le 30 mars sur Nederland 2, le film n'a été projeté que dans dix cinémas. Les critiques ont donné au film pour la plupart de bonnes critiques. 
Après le succès remporté à l'IFFR, l'agent commercial allemand Media Luna a acheté le film pour le vendre dans le monde entier et ce téléfilm néerlandais a reçu une première internationale au Festival international du film de Moscou 2013. Le film a remporté des prix dans des festivals de cinéma du monde entier,. 